# まんがドカン小町
『まんがドカン小町』（まんがドカンこまち）は、メディアックス発行の萌え4コマ漫画誌である。定価480円で平綴じ。A5判なので他の萌え4コマ漫画誌と比べてサイズが小さい。
偶数月25日に発売する計画で創刊され、VOL.1がサクラミステリーデラックス4月号増刊として、2008年2月25日に発売された。VOL.2は2008年4月25日発売予定であったが、発行元からの公式なリリースもないまま、1号のみで廃刊となった。
キャッチフレーズは「かわいい4コマアソートPACK」。

## 概要
4コマ誌であるものの、ストーリー漫画もいくつか掲載されている。その他、コラムページやメディアックス発行の成年向け雑誌などの広告も掲載。

## 掲載作品

### 4コマ漫画
- 学園風紀ブルマー5 （怜）
- きゅーてぃーぶらざぁ （海月れおな）
- プチめいど （猫野おせろ）
- 七草三姉妹物語 （久松ゆのみ）
- 安全!!軽音天国 （七見水晶）
- 夏川さんちのアンドロイド （kgr）
- ぷっちんプリンセス （むきゅう☆）
- 四葉家の妖精さん[1] （櫻井善太）
- DGひらり （結原りん）
- 天晴な嵐 （岡村杜巳）
- コエルぷらくてぃす! （絶牙）
- タイムトラベラーズチェック! （みずなともみ）
- 1/3。 （月館るり[2]）
- うちのよわむ父 （海野やよい）
- metal friends[3][4] （新条るる）
- お梅とお松 （千岡ななえ）
- MiSRES （Reg Dic）
- しましまセンちゃん （篤村くあん）
- ぽんきゅ[5] （野広実由）※「野広実由コレクション」として掲載.
- 4コマまんが きょーりゅーくーん （藤野定治）
- 女子編集者のAM2：00～

### ストーリー漫画
- 空想回路漫画 真空管少女たまちゃん （なで拓瀬）
- 雪花 （水谷フーカ）
- おわんとどんぶり （きくちよ）
- 爆熱学園Ultra☆StriQ （みなづきふたご）
- COHANAのこはなし （愛☆まどんな）

### その他
- アブナイ実験室 - サイエンス記事
- 平成残業伝 - VOL.1は編集部のコラム
- カラーグラビア - 小花 VOL.1

## 表紙
- むきゅう☆ VOL.1

## カラーイラスト
VOL.1
樋口彰彦（「刊行記念/スペシャルPIN-NAP」）、むきゅう☆、狩野藍羅、猫野おせろ

## 余談
VOL.1の平成残業伝よると「まんがタイムきららのパチモノとして企画され、何故かその企画が通ってしまった鬼っ子」と、編集部が暴露している。また、制作は1980年代のマイナーコミック雑誌をお手本にしているらしい。。